# Grã-Bretanha nos Jogos Paralímpicos de Verão de 2012
A Grã-Bretanha participou dos Jogos Paralímpicos de Verão de 2012, que aconteceram na cidade de Londres, capital da própria Grã-Bretanha.

## Medalhistas
| Atleta             | Esporte              | Evento                           | Medalha |
| ------------------ | -------------------- | -------------------------------- | ------- |
| David Smith        | Bocha                | Individual BC1                   | Prata   |
| Oliver Hynd        | Natação              | 400 metros livre masculino - S8  | Prata   |
| Stephanie Millward | Natação              | 200 metros medley feminino - SM9 | Prata   |
| Zoe Newson         | Levantamento de peso | Até 40 kg feminino               | Bronze  |
| Matthew Walker     | Natação              | 50 metros livre masculino - S7   | Bronze  |
| Matthew Whorwood   | Natação              | 400 metros livre masculino - S6  | Bronze  |
| Sam Hynd           | Natação              | 400 metros livre masculino - S8  | Bronze  |
| Robert Welbourn    | Natação              | 400 metros livre masculino - S10 | Bronze  |
| Louise Watkin      | Natação              | 200 metros medley feminino - SM9 | Bronze  |

## Desempenho

### Bocha
| Atleta      | Evento         | Fase de Grupos/ Eliminatória | Fase de Grupos/ Eliminatória | 16 Avos              | Oitavas de final       | Quartas de final     | Semifinal             | 3°lugar Final        | 3°lugar Final |
| Atleta      | Evento         | Adversário Resultado         | Pos                          | Adversário Resultado | Adversário Resultado   | Adversário Resultado | Adversário Resultado  | Adversário Resultado | Pos           |
| ----------- | -------------- | ---------------------------- | ---------------------------- | -------------------- | ---------------------- | -------------------- | --------------------- | -------------------- | ------------- |
| David Smith | Individual BC1 | bye                          | bye                          | bye                  | JPN Y. Shibayama V 6-4 | CHN Q. Zhang V 4-2   | NOR R. Aandalen V 5-2 | THA P. Tadtong D 0-7 |               |

### Levantamento de peso
Masculino
| Atletas        | Evento | Resultado | Posição |
| -------------- | ------ | --------- | ------- |
| Anthony Peddle | -48 kg | 140,0     | 8º      |
| Ali Jawad      | -56 kg | 185,0     | 4º      |
| Jason Irving   | -60 kg | 163,0     | 8º      |

Feminino
| Atletas       | Evento | Resultado | Posição |
| ------------- | ------ | --------- | ------- |
| Zoe Newson    | -40 kg | 88,0      |         |
| Natalie Blake | -52 kg | DNF       | DNF     |

### Natação
Masculino
| Atletas          | Evento                 | Preliminares | Preliminares | Final       | Final       |
| Atletas          | Evento                 | Marca        | Posição      | Marca       | Posição     |
| ---------------- | ---------------------- | ------------ | ------------ | ----------- | ----------- |
| James Anderson   | 50 metros livre - S2   | 1min10s61    | 10º          | Não avançou | Não avançou |
| Anthony Stephens | 50 metros livre - S5   | 35s59 Q      | 7º           | 35s74       | 6º          |
| Andrew Mullen    | 50 metros livre - S5   | 37s40 Q      | 8º           | 38s08       | 8º          |
| Sascha Kindred   | 50 metros livre - S6   | 33s36        | 10º          | Não avançou | Não avançou |
| Jonathan Fox     | 50 metros livre - S7   | 29s38 Q      | 6º           | 28s87       | 6º          |
| Matthew Walker   | 50 metros livre - S7   | 28s59 Q      | 2º           | 28s47       |             |
| Josef Craig      | 50 metros livre - S7   | 29s48 Q      | 7º           | 29s39       | 7º          |
| Sean Fraser      | 50 metros livre - S8   | 28s20        | 11°          | Não avançou | Não avançou |
| Thomas Young     | 50 metros livre - S8   | 27s81 Q      | 7º           | 27s71       | 7º          |
| Graham Edmunds   | 50 metros livre - S10  | 25s28        | 10º          | Não avançou | Não avançou |
| James Clegg      | 50 metros livre - S12  | 25s52 Q      | 7º           | 25s20       | 6º          |
| James Anderson   | 100 metros livre - S2  | 2min27s43 Q  | 7º           | 2min31s33   | 8º          |
| Anthony Stephens | 100 metros livre - S5  | 1min19s05 Q  | 4º           | 1min17s23   | 5º          |
| Matthew Whorwood | 100 metros livre - S6  | 1min11s47 Q  | 7º           | 1min11s21   | 7º          |
| James Clegg      | 100 metros livre - S12 | 56s05 Q      | 7º           | 55s94       | 8º          |
| Daniel Pepper    | 200 metros livre - S14 | 2min01s94 Q  | 4º           | 2min03s27   | 7º          |
| Matthew Whorwood | 400 metros livre - S6  | 5min17s28 Q  | 3º           | 5m11s59     |             |
| Sam Hynd         | 400 metros livre - S8  | 4min33s25 Q  | 1º           | 4min32s93   |             |
| Thomas Young     | 400 metros livre - S8  | 4min34s16 Q  | 2º           | 4min33s57   | 4º          |
| Oliver Hynd      | 400 metros livre - S8  | 4min36s40 Q  | 3º           | 4min27s88   |             |
| James Crisp      | 400 metros livre - S9  | 4min36s03 Q  | 8º           | 4min26s61   | 8º          |

Feminino
| Atletas            | Evento                   | Preliminares | Preliminares | Final       | Final       |
| Atletas            | Evento                   | Marca        | Posição      | Marca       | Posição     |
| ------------------ | ------------------------ | ------------ | ------------ | ----------- | ----------- |
| Emma Hollis        | 200 metros medley - SM8  | 3min28s90    | 13º          | Não avançou | Não avançou |
| Louise Watkin      | 200 metros medley - SM9  | 2min39s21 Q  | 3º           | 2min37s79   |             |
| Stephanie Millward | 200 metros medley - SM9  | 2min38s47 Q  | 2º           | 2min36s21   |             |
| Claire Cashmore    | 200 metros medley - SM9  | 2min39s75 Q  | 4º           | 2min38s08   | 4º          |
| Harriet Lee        | 200 metros medley - SM10 | 2min38s06 Q  | 6º           | 2min39s42   | 7º          |
| Gemma Almond       | 200 metros medley - SM10 | 2min41s28 Q  | 7º           | 2min42s16   | 8º          |
| Rhiannon Henry     | 200 metros medley - SM13 | 2min35s83 Q  | 4º           | 2min32s84   | 4º          |

### Tênis em cadeira de rodas
Masculino
| Atleta         | Evento  | Fase de 64                 | Fase de 32           | Oitavas              | Quartas              | Semifinal            | Final                | Pos.        |
| Atleta         | Evento  | Adversário resultado       | Adversário resultado | Adversário resultado | Adversário resultado | Adversário resultado | Adversário resultado | Pos.        |
| -------------- | ------- | -------------------------- | -------------------- | -------------------- | -------------------- | -------------------- | -------------------- | ----------- |
| Marc McCarroll | Simples | NED T. Egberink D 4-6, 3-6 | Não avançou          | Não avançou          | Não avançou          | Não avançou          | Não avançou          | Não avançou |